# Micratemnus crassipes
Micratemnus crassipes är en spindeldjursart som beskrevs av Volker Mahnert 1983. Micratemnus crassipes ingår i släktet Micratemnus och familjen Atemnidae. Inga underarter finns listade i Catalogue of Life.